# Spitsheffing
Een spitsheffing is een heffing (financieel) om het gebruik van motorvoertuigen in de spitsperioden te ontmoedigen.
In de wereld zijn op verschillende plaatsen spitsheffingen ingevoerd, met name als onderdeel van een tolheffingsysteem om het autoverkeer in het stadscentrum overdag of tijdens de spits te beperken, zoals Electronic Road Pricing in Singapore, de London congestion charge en de congestieheffing van New York.

## Spitsheffing in Nederland
Hoewel er in Nederland verschillende initiatieven zijn geweest voor het invoeren van een spitsheffing, onder de naam rekeningrijden. Deze gecombineerde kilometerheffing en spitsheffing zou worden opgelegd voor gebruik van drukke autosnelwegtrajecten, met name in de Randstad. Toenmalig minister van Verkeer en Waterstaat Tineke Netelenbos bracht in 2002 de Wet bereikbaarheid en mobiliteit tot stand, die het betalen voor gebruik van de autowegen had moeten regelen, maar de wet werd nooit uitgevoerd, en Netelenbos hield er de bijnaam 'Tineke Tolpoort' aan over. Ook andere voorstellen die begin deze eeuw uit de politiek kwamen, haalden het niet.
In 2022 kwamen minister Mark Harbers van Infrastructuur en Waterstaat en Staatssecretaris Marnix van Rij met een nieuw voorstel, waarmee het rekeningrijden vanaf 2030 de huidige motorrijtuigenbelasting zou moeten vervangen. Dat is volgens de bewindslieden nodig omdat er meer elektrische auto's zijn gekomen, die geen brandstofaccijns betalen. In dit voorstel is enkel sprake van een kilometerheffing, en wordt dus geen onderscheid gemaakt op basis van aspecten als de drukte op de weg of de mate van vervuiling door het betreffende voertuig.